# Цекало Олександр Євгенович
Олександр Євгенович Цека́ло (22 березня 1961, Київ, Київська область, УРСР, СРСР) — радянський та російський артист українського походження, музикант, актор, телеведучий, продюсер, творець проектів «Велика різниця» та «Прожекторперісхілтон».

## Біографія
Народився в Києві у родині інженерів-теплоенергетиків Євгена Борисовича Цекала та Олени Леонідівни Волкової.
Батько — українець, мати — єврейка. Старший брат — український актор Віктор Цекало. Походження прізвища Цекало невідоме. Навчався грі на фортепіано, навчився грати на гітарі й уже в школі пробував себе в концертній діяльності, створивши гурт «ВОНО». Брав участь у самодіяльності та театральних постановках.
Закінчивши в 1978 році школу, вступив на заочне відділення Ленінградського технологічного інституту целюлозно-паперової промисловості, одночасно з навчанням працював у Києві слюсарем-наладником, грав у самодіяльному театрі, а в 1979 році створив квартет «Капелюх». Пізніше на запрошення Київського естрадно-циркового училища разом з іншими учасниками квартету вступив на другий курс.
Екстерном закінчив ЛТІ ЦПП, працював у Київському театрі естради монтувальником сцени, освітлювачем. Закінчивши 1985 року училище, він почав працювати в Одеській філармонії. У 1986 році Олександр Цекало із Лолітою Мілявською створив кабаре-дует «Академія», а в 1989 році вони приїхали у Москву.
Спочатку дует виступав на естраді, в клубах і ресторанах, а до середини 1990-х «Академія» стала одним з найпопулярніших акторських ансамблів. 1996 року Лоліта і Олександр стали вести програму «Доброго ранку, країно!». Після розпаду кабаре-дуету «Академія» у 2000 році Олександр Цекало брав участь у ряді телевізійних проектів, у тому числі популярній програмі «Старі пісні про головне», озвучував фільм «Приватні хроніки. Монолог».
2001 року він виконав головну роль у фільмі Тиграна Кеосаяна «Конвалія срібляста». До лютого 2003 року Олександр Цекало був виконавчим продюсером мюзиклу «Норд-Ост», потім — генеральним продюсером компанії «Російський мюзикл», режисером-постановником мюзиклу «12 стільців». З вересня 2002 року Олександр Цекало займає посаду виконавчого продюсера телеканалу «СТС». Крім того, Олександр виступав як режисер-постановник мистецьких вечорів Ігоря Крутого, фестивалю «Кінотавр», сольних концертів Анжеліки Варум і Алсу.
З літа 2002 року по 2005 рік обіймав посаду виконавчого продюсера розважальних програм департаменту власного виробництва телеканалу СТС. З 2005 по 2006 рік — генеральний продюсер СТС.
З 1 серпня 2006 року по 1 червня 2007 року — директор департаменту виробництва розважальних програм СТС. За даними порталу «Sostav.ru», був звільнений після конфлікту з генеральним директором каналу Олександром Роднянським: останній був незадоволений тим, що Цекало, будучи штатним працівником СТС, працював ведучим музичного конкурсу «Дві зірки» на «Першому каналі», тоді як самого Цекало не влаштовували запропоновані йому фінансові умови. За словами самого Цекало, він пішов з каналу за власним бажанням, що також підтверджує його колишній колега по СТС В'ячеслав Муругов, а ведучим шоу «Дві зірки» Цекало став після того, як генеральний директор «Першого каналу» Костянтин Ернст домовився про це з Роднянським.
З 2005 по 2015 рік — видавець і головний редактор журналу про сигари «Hecho a mano».
З 2006 до 2014 року і в 2017 році — ведучий «Першого каналу» («Дві зірки», «Хвилина слави», «Велика різниця», «Прожекторперісхілтон»).
З 25 червня 2007 року до 30 липня 2008 року — заступник генерального директора, директор дирекції спецпроектів «Першого каналу».
З 2008 року — генеральний продюсер і співвласник продюсерської компанії «Среда». Компанія займається виробництвом художніх фільмів і серіалів, раніше випускала розважальні телепрограми.
У 2013 році дебютував як журналіст, взявши інтерв'ю у стендап-коміка Едді Іззарда для журналу «Time Out», директора дирекції кінопоказу «Першого каналу» Сергія Тітінкова і генерального продюсера ТНТ Олександра Дулерайна для журналу «GQ» та у своєї своячки — співачки Віри Брежнєвої — для журналу «Interview».
У 2016 році виявився першим російським продюсером, кому вдалося продати свій серіал — «Мажор» — найбільшому в світі американському онлайн-кінотеатру «Netflix». У 2017 році продав цій компанії ще п'ять серіалів: «Фарца», «Метод», «Сарана», «Sparta» і «Територія».
У 2017 році за сприяння телеканалу «ТВ-3» став першим продюсером Росії, хто випустив свій серіал — «Гоголь» — у кінопрокат.
У 2018 році став ментором освітньої програми «Showrunner» у Московській школі кіно.

### Родина та особисте життя
Після гучного розлучення з Лолітою у 2000 році Олександр Цекало тривалий час жив у фактичному шлюбі з Яною Самойловою. Напередодні 2008 року Цекало одружився з 23-річною Вікторією Галушкою (молодшою сестрою колишньої солістки «ВІА Гра» Віри Брежнєвої), весілля було непублічним.
Родина тепер живе в будинку, побудованому Цекало в Підмосков'ї. 17 грудня 2008 року на будинок під час святкування дня народження дочки було скоєно розбійний напад — викрадено майно на загальну суму 11,5 млн рублів (прибл. 2,3 млн гривень).

## Нагороди
1. Премія «Профі»
2. Премія «Зірка»
3. Премія «Овація»
4. Премія «Золотий грамофон»